# Ànsia de viure
Ànsia de viure (títol original en francès, La Soif de vivre) és un telefilm francès del 2016 dirigit per Lorenzo Gabriele, emès al canal belga La Une el 6 de febrer de 2018 i, l'endemà, a France 2. S'ha doblat al català per TV3.
El va rodar el juny i juliol de 2016 a Bordelès.

## Sinopsi
La Lisa ho té tot per ser feliç: un marit a qui estima, dos bonics fills i una feina que li agrada. Malauradament, una ombra planeja sobre aquesta vida perfecta: la Lisa és una alcohòlica fins al punt de posar en perill la seva parella i els seus fills.

## Repartiment
- Claire Keim: Lisa
- Grégory Montel: Vincent
- Hélie Thonnat: Thomas
- Shemss Audat: Agnès
- Stéphane Durieux: propietari del bar-tabac
- Jean-Michel Noirey: Gérard
- Frédéric van den Driessche: doctor Padowski
- Rosemarie La Vaullée: metge
- Eléonore Beltran: Jessica
- Elisa Hauvette: Chloé
- Zakary Bairi: adolescent al piano
- Nils Teynie: Doublure Thomas

## Premis i reconeixements
- Festival de Televisió de Montecarlo de 2019: millor actor per Grégory Montel[5]